# Francisco de Miranda
Francisco de Miranda (født 28. marts 1750, død 14. juli 1816) var en venezuelansk revolutionær, frihedshelt og eventyrer. I en del år flakkede han om i USA og Europa, inkl. Tyrkiet og Rusland, og søgte støtte til tanken om et uafhængigt Sydamerika, men nok ligeså meget som en omhyggelig dannelsesrejse. Efter den lange rejse tog han tilbage og spillede en nøglerolle i revolutionen. Hans indsats var uomtvisteligt med til at bane vejen for sydamerikansk selvstændighed og er i dag anerkendt som frihedshelten Simón Bolívars foregangsmand.
Miranda var en særdeles grundig dagbogsskribent under sine rejser. Han noterer sig alt ned hvad han ser og oplever, herunder også seksuelt. Disse registreringer indgår helt naturligt på linje med alt andet han foretager sig, og er altså ikke gemt væk i et mærkeligt kodesprog. Miranda ankommer til havnen i Stockholm den 19. september 1787, og rejser rundt i Sverige og Norge frem til kort før jul. Herefter tilbringer han 2½ måned i København, og rejser over grænsen videre sydpå den 29. marts 1788. Han tilbringer altså godt 6½ måned i Skandinavien.